# Japan i olympiska vinterspelen 1976
Japan deltog med 58 deltagare vid de olympiska vinterspelen 1976 i Innsbruck. Ingen av landets deltagare erövrade någon medalj.